# Осман паша
Осман паша (Гаази Осман Нури паша) е османски офицер (мушир), участник в руско-турската война от 1877 – 1878 година и военен министър (1878 – 1885).

## Биография
Осман паша е роден през 1832 година в град Токат, Османската империя. Завършва Военната академия в Цариград през 1852, а от следващата година постъпва на служба в кавалерията. Участва в Кримската война (1853 – 1856), в потушаването на размириците в Ливан през 1860 и въстанието на остров Крит през 1866 – 1869.
В началото на Сръбско-турската война през 1876 година Осман паша ръководи отбраната на Видин и района. Нанася поражение на сърбите в боевете при Велики Извор. За успехите си срещу сърбите той получава званието мушир.
При избухването на Руско-турската война през лятото на 1877 година Осман паша е началник на Западната османска армия, която е прехвърлена от Видин към Никопол, за да спре преминаването на Дунав от руските войски. Изпреварен от руснаците, които пленяват никополския гарнизон, той решава да се укрепи в Плевен. Там войските му отблъскват три руски атаки и издържат близо 5-месечна обсада. За отразяването на втората руска атака (от 20 юли) Осман паша получава почетното звание Гаази (победител), но не и подкрепления. През следващите месеци войските му са напълно блокирани и изтощени от глад. На 28 ноември, при опит да пробие обкръжението при моста на река Вит, Осман паша е ранен и капитулира заедно с армията си. Предава сабята си на руския генерал Иван Ганецки, но по-късно я получава обратно в знак на уважение от император Александър II.
След завръщането си от кратък руски плен Осман паша е военен министър на Османската империя (1878 – 1885). В Гръцко-турската война от 1897 е главнокомандващ на турската армия.